# Mad Mission
Série
Mad Mission 2
(1983)
Pour plus de détails, voir Fiche technique et Distribution.
Mad Mission (最佳拍檔, Jui gaai paak dong) est un film hongkongais réalisé par Eric Tsang, sorti en 1982.

## Synopsis
Sam, alias Gant blanc vole des diamants à la mafia. Langue Chaude et Kody Jack, un inspecteur gaffeur new-yorkais sont chargés de l'enquête. Sam doit faire équipe avec la police afin d'échapper à la mafia.

## Fiche technique
- Titre : Mad Mission
- Titre original : 最佳拍檔 (Jui gaai paak dong)
- Réalisation : Eric Tsang
- Scénario : Raymond Wong Pak-ming
- Production : Karl Maka et Dean Shek
- Société de production : Cinema City Film Productions
- Musique : Sam Hui et Teddy Robin
- Photographie : Henry Chan et Arthur Wong
- Montage : Tony Chow
- Décors : Oliver Wong
- Pays :  Hong Kong
- Genre : Action, comédie
- Durée : 93 minutes
- Lieux de tournage : Hong Kong / Venise (Italie)
- Format : couleurs - Son : mono - 2.35:1
- Budget :
- Date de sortie : 1982

## Distribution
- Sam Hui : Sam / Gant blanc / King Kong
- Karl Maka : Albert Au / Kody Jack
- Sylvia Chang : Nancy Ho / Langue Chaude
- Lindzay Chan : Ballerina
- Sing Chen : Mad Max
- Cho Tat-wah : Hua
- Carroll Gordon : Marge
- Dean Shek : Gigolo Joe
- Raymond Wong Pak-ming : le prêtre